# Gnopheroides
Gnopheroides is een geslacht van kevers uit de familie van de loopkevers (Carabidae). De wetenschappelijke naam van het geslacht is voor het eerst geldig gepubliceerd in 2002 door Bousquet.

## Soorten
Het geslacht Gnopheroides is monotypisch en omvat slechts de volgende soort:
- Gnopheroides pearsoni (Andrewes, 1923)